# Rysslands U21-herrlandslag i handboll
Rysslands U21-herrlandslag i handboll representerar Ryssland i handboll vid U20-EM och U21-VM för herrar.